# Puhung állomás
Puhung állomás (hangul: 부흥역, Puhung-jok, handzsa: 復興驛, RR: Puhŭng-yŏk, ’Újjáéledés’) állomás Észak-Koreában, Phenjan Phjongcshon-kujok (P'yŏngch'ŏn-kuyŏk) városrészén, a phenjani metró vonalán. 1987. április 10-én adták át. Közelében található a Pjongcshon (P'yŏngch'ŏn) Hőerőmű.
| Cshollima vonal                                    | Cshollima vonal | Cshollima vonal |
| -------------------------------------------------- | --------------- | --------------- |
| Jonggvang (Yŏnggwang) Pulgunbjol (Pulgŭnbyŏl) felé | metróvonal      | végállomás      |